# Скелетная мышечная ткань

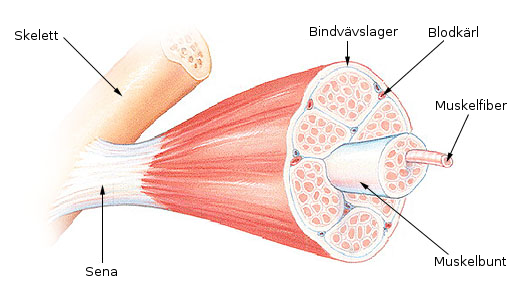
Схема скелетной мышцы в разрезе.

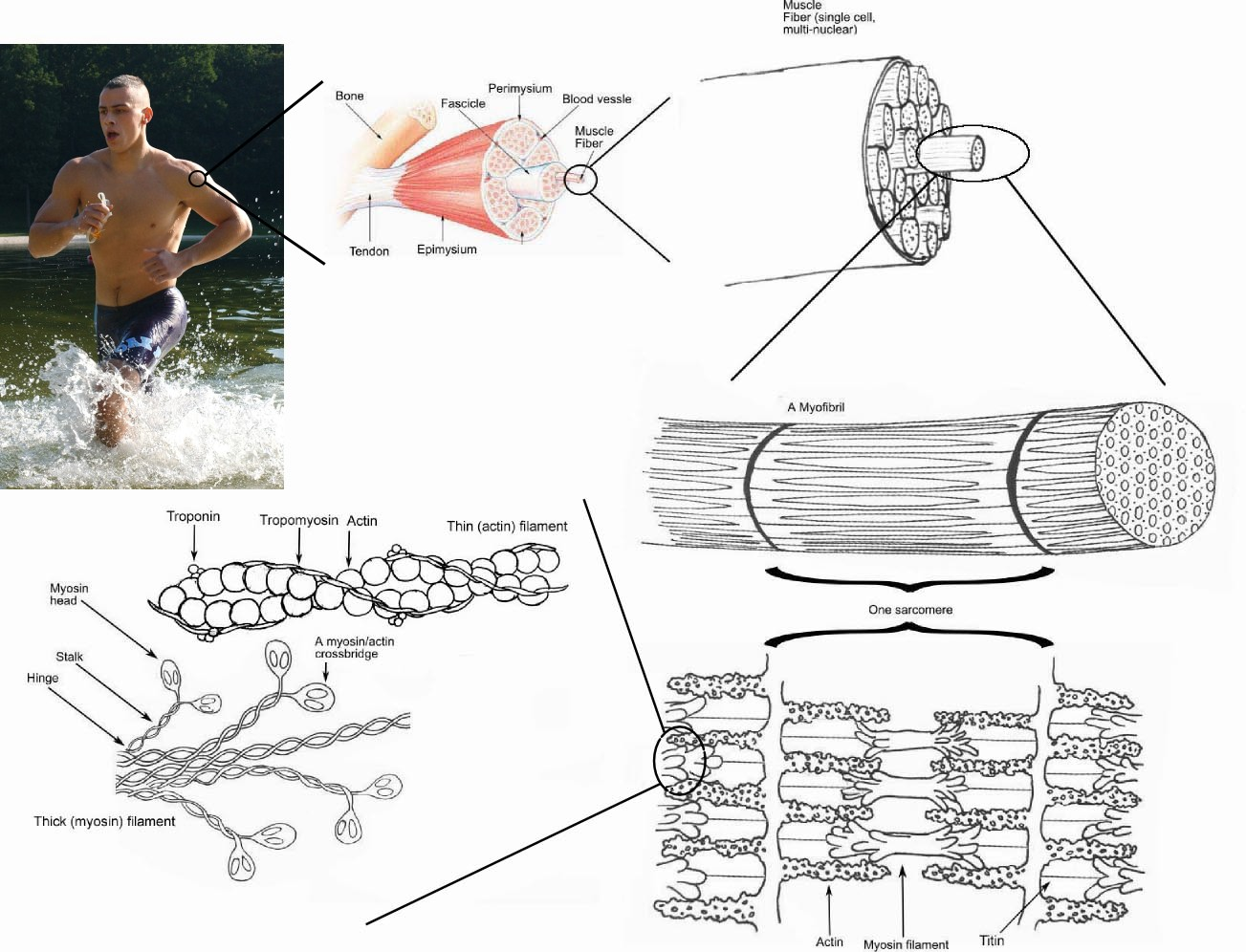
Строение скелетной мышцы

Скеле́тная (поперечнополоса́тая) мы́шечная ткань — упругая, эластичная ткань, способная сокращаться под влиянием нервных импульсов: один из типов мышечной ткани. Образует скелетную мускулатуру человека и животных, предназначенную для выполнения различных действий: движения тела, сокращения голосовых связок, дыхания. Мышцы состоят на 70—75 % из воды.

## Гистогенез
Источником развития скелетной мускулатуры являются клетки миотомов — миобласты. Часть из них дифференцируется в местах образования так называемых аутохтонных мышц. Прочие же мигрируют из миотомов в мезенхиму; при этом они уже детерминированы, хотя внешне не отличаются от других клеток мезенхимы. Их дифференцировка продолжается в местах закладки других мышц тела. В ходе дифференцировки возникает 2 клеточные линии. Клетки первой сливаются, образуя симпласты — мышечные трубки (миотубы). Клетки второй группы остаются самостоятельными и дифференцируются в миосателлиты (миосателлитоциты).
В первой группе происходит дифференцировка специфических органелл миофибрилл, постепенно они занимают большую часть просвета миотубы, оттесняя ядра клеток к периферии.
Клетки второй группы остаются самостоятельными и располагаются на поверхности мышечных трубок.

## Строение
Структурной единицей мышечной ткани является мышечное волокно. Оно состоит из миосимпласта и миосателлитоцитов (клеток-сателлитов), покрытых общей базальной мембраной. Длина мышечного волокна может достигать нескольких сантиметров при толщине в 50—100 микрометров.
Скелетные мышцы прикреплены к костям или друг к другу крепкими, гибкими сухожилиями.

### Строение миосимпласта
Миосимпласт представляет собой совокупность слившихся клеток. В нем имеется большое количество ядер, расположенных по периферии мышечного волокна (их число может достигать десятков тысяч). Как и ядра, на периферии симпласта расположены другие органеллы, необходимые для работы мышечной клетки — эндоплазматическая сеть (саркоплазматический ретикулюм), митохондрии и др. Центральную часть симпласта занимают миофибриллы. Структурная единица миофибриллы — саркомер. Он состоит из молекул актина и миозина, именно их взаимодействие и обеспечивает изменение длины мышечного волокна и как следствие сокращение мышцы. В состав саркомера входят также многие вспомогательные белки — титин, тропонин, тропомиозин и др.

### Строение миосателлитов
Миосателлиты — одноядерные клетки, прилежащие к поверхности миосимпласта. Эти клетки отличаются низкой дифференцировкой и служат взрослыми стволовыми клетками мышечной ткани. В случае повреждения волокна или длительном увеличении нагрузки клетки начинают делиться, обеспечивая рост миосимпласта.

## Механизм действия
Функциональной единицей скелетной мышцы является моторная единица (МЕ). МЕ включает в себя группу мышечных волокон и иннервирующий их мотонейрон. Число мышечных волокон, входящих в состав одной МЕ, варьирует в разных мышцах. Например, там, где требуется тонкий контроль движений (в пальцах или в мышцах глаза), моторные единицы небольшие, они содержат не более 30 волокон. А в икроножной мышце, где тонкий контроль не нужен, в МЕ насчитывается более 1000 мышечных волокон.
Моторные единицы одной мышцы могут быть разными. В зависимости от скорости сокращения моторные единицы разделяют на медленные (slow (S-МЕ)) и быстрые (fast (F-МЕ)). А F-МЕ в свою очередь делят по устойчивости к утомлению на устойчивые к утомлению (fast-fatigue-resistant (FR-МЕ)) и быстроутомляемые (fast-fatigable (FF-МЕ)).
Соответствующим образом подразделяют мотонейроны, иннервирующие данные МЕ. Существуют S-мотонейроны (S-МН), FF-мотонейроны (F-МН) и FR-мотонейроны (FR-МН). 
S-МЕ характеризуются высоким содержанием белка миоглобина, который способен связывать кислород (О2). Мышцы, преимущественно состоящие из МЕ этого типа, за их темно-красный цвет называются красными. Красные мышцы выполняют функцию поддержания позы человека. Предельное утомление таких мышц наступает очень медленно, а восстановление функций происходит наоборот, очень быстро.
Такая способность обуславливается наличием миоглобина и большого числа митохондрий. МЕ красных мышц, как правило, содержат большое количество мышечных волокон. 
FR-МЕ составляют мышцы, способные выполнять быстрые сокращения без заметного утомления. Волокна FR-ME содержат большое количество митохондрий и способны образовывать АТФ путём окислительного фосфорилирования.
Как правило, число волокон в FR-ME меньше, чем в S-ME. 
Волокна FF-ME характеризуются меньшим содержанием митохондрий, чем в FR-ME, а также тем, что АТФ в них образуется за счет гликолиза. В них отсутствует миоглобин, поэтому мышцы, состоящие из МЕ этого типа, называют белыми. Белые мышцы развивают сильное и быстрое сокращение, но довольно быстро утомляются.

### Функция
Скелетные мышцы обеспечивают возможность выполнения произвольных движений. Сокращаясь, мышца воздействует на кости или кожу, к которым она прикрепляется. При этом один из пунктов прикрепления остаётся неподвижным — так называемая точка фиксации (лат. púnctum fíxum), которая в большинстве случаев рассматривается в качестве начального участка мышцы. Двигающуюся точку прикрепления мышцы называют подвижной точкой (лат. púnctum móbile). В некоторых случаях, в зависимости от выполняемой функции, punctum fixum может выступать в качестве punctum mobile, и наоборот.